# Automeris pamina
Automeris pamina är en fjärilsart som beskrevs av Berthold Neumoegen 1882. Automeris pamina ingår i släktet Automeris och familjen påfågelsspinnare. Inga underarter finns listade i Catalogue of Life.